# China Scholarship Council
Das China Scholarship Council (chinesisch 国家留学基金管理委员会, Pinyin Guójiā Liúxué Jījīn Guǎnlǐ Wěiyuánhuì, CSC) ist eine staatliche Behörde, die dem chinesischen Erziehungsministerium untersteht. Sie hat den Anspruch, den internationalen akademischen Austausch mit China zu fördern. An deutschen Hochschulen geraten CSC-Stipendien zunehmend in die Kritik. Nach Angaben der Hochschulrektorenkonferenz erwägen mehrere Universitäten, künftig keine chinesischen Studierenden mit CSC-Stipendium mehr zuzulassen.

## Ziele
Das CSC fördert sowohl das Studieren von Chinesen im Ausland als auch ausländische Studierende in China. Die Agentur vergibt vorwiegend Stipendien an Einzelpersonen, auch in Chargen, die an bestimmte ausländische Universitäten vergeben werden
Das CSC vergibt den „Chinese government award for outstanding self finance students abroad“.
Das ICPIT-Programm (International Cooperative Program for Innovative Talents) ist eine Elite-Track-Finanzierung des CSC für den Austausch, die eine kleine Anzahl von speziellen Schulungsprogrammen finanziert, die aus der Zusammenarbeit zwischen chinesischen und internationalen Spitzeninstitutionen hervorgehen.

## Kritik an Bedingungen für Geförderte
Im Jahr 2023 berichteten die schwedische Zeitung Dagens Nyheter und weitere westliche Medien von den Bedingungen des CSC für chinesische Studierende im Ausland. Das CSC verlange die Unterzeichnung von Verträgen mit Loyalitätserklärungen gegenüber der Kommunistischen Partei Chinas sowie die Angabe von Bürgen im chinesischen Inland. Durch hohe angedrohte Strafen und das unklar umrissene Verbot, sich an Aktivitäten zu beteiligen, „die den Interessen des Mutterlandes schaden“, würden Studierende eingeschüchtert und zu Gehorsam und Staatstreue genötigt.  Das schwedische Karolinska-Institut setzte angesichts dieser Verträge ihr CSC-Programm aus. Diesem Beispiel folgte in Deutschland die Universität Erlangen-Nürnberg. Nach Angaben der Hochschulrektorenkonferenz erwägen neben der Universität Erlangen-Nürnberg weitere Universitäten in Deutschland, künftig keine chinesischen Studierenden mit CSC-Stipendium mehr zuzulassen. Ende Juli 2023 forderte Bundesbildungsministerin Bettina Stark-Watzinger deutsche Universitäten auf, ihre Zusammenarbeit mit dem CSC-Stipendienprogramm grundsätzlich zu überprüfen.